# Mario Forziero
Mario Forziero (Francolise, 19 gennaio 1960 – Siena, 1º giugno 1990) è stato un carabiniere italiano, insignito di medaglia d'oro al valor civile alla memoria.

## Biografia
Il carabiniere Mario Forziero prestava servizio presso la Stazione carabinieri di Siena. Insieme al collega Nicola Campanile, il 1º giugno 1990, in servizio di pattuglia a bordo di un'autovettura nel centro di Siena, si scontrò con un pregiudicato della zona. Nel conflitto a fuoco, scaturito in seguito, caddero entrambi i militari.
Il 31 maggio 2014, in occasione del bicentenario di fondazione dell'Arma dei Carabinieri, si è svolta una cerimonia con particolare solennità, alla presenza del Vice Comandante Generale, Generale di corpo d'armata Tullio Del Sette.
Nel corso degli anni l'amministrazione comunale di Sinalunga, insieme alla locale sezione dell'Associazione Nazionale Carabinieri, ha onorato la memoria dei due giovani militari dell'Arma scomparsi con cerimonie commemorative presso la piazzetta a loro intitolata.
Nel maggio di ogni anno, a partire dal 2003, si svolge una ciclopedalata organizzata dall'Associazione Nazionale Carabinieri - Sezione Provinciale di Siena e dalla Federazione Italiana Amici della Bicicletta, in ricordo della scomparsa di Mario Forziero e Nicola Campanile.